# Ofure Osabuohien
Ofure Osabuohien (* 5. Oktober 1997) ist eine nigerianische Tennisspielerin.

## Karriere
Osabuohien spielt vor allem auf der ITF Juniors World Tennis Tour und der ITF Women’s World Tennis Tour, wo sie aber noch keinen Titel gewinnen konnte.
Seit 2022 tritt Osabuohien für die Nigerianische Billie-Jean-King-Cup-Mannschaft an. Bei bislang einer Begegnung verlor sie das Doppel, in dem sie eingesetzt wurde.

## College Tennis
Sie spielte für die Damentennismannschaft der Florida Agricultural and Mechanical University (FAMU).